# The Kipper Kids
The Kipper Kids — дует Мартіна Рохуса Себастьяна фон Хасельберга (Martin Rochus Sebastian von Haselberg нар. 20 січня 1949 року) і Брайана Рота (Brian Routh 9 березня 1948 - 3 серпня 2018 року). Вони були відомі своїм екстремальним і часто кумедним акторським мистецтвом у 1970-х і потім. Фон Хасельберг живе і працює в Нью-Йорку, США; Рот жив у Лейцестері, Велика Британія на момент його смерті від раку.  З 1971 року дует також був відомий як Harry and Harry Kipper.  

## Біографія
Мартін фон Хасельберг і Брайан Рот зустрілися в 1970 році в акторській школі East 15. Після декількох місяців імпровізації вони придумали персонажа, якого вони назвали Гаррі Кіппер, і почали експериментувати з різними театральними форматами, щоб використати його. Коли фон Хасельберг і Рот винайшли назву The Kipper Kids, їх спочатку називали Гаррі і Альфом Кіппер і вони грали двох абсолютно різних персонажів. Оскільки фон Хасельберг і Рот ніколи не могли згадати, хто був Гаррі і хто Альф, вони відкинули ім'я Альф і вирішили називати одне одного Гаррі. У той же час вони вирішили зробити своїх персонажів ідентичними. Так, The Kipper Kids, під іменами Гаррі Кіппер і Гаррі Кіппер, сформувались в 1971 році. З 1971 по 1975 рр. Більшість їхніх виступів відбувалися в Європі. У 1974 році Девід Росс, останній директор Whitney Museum of Art запросив їх влаштувати шоу в Каліфорнії. The Kipper Kids переїхали в Лос-Анджелес в 1975 році. Незважаючи на те, що вони старанно уникали бути частиною панк-руху, вони були пов'язані з ранніми роками панку в Лос-Анджелесі.
У 1982 році вони перестали активно співпрацювати, виступаючи як The Kipper Kids лише зрідка до останнього виступу разом у National Review of Live Art, Глазго в 2003 році.
Рот був одружений з Ніною Собелл у 1975-1981 рр. У 1981-1987 рр. він одружився з Карен Фінлі. Рот був одружений з художницею Патрісією Уеллс з 2012 року до своєї смерті в 2018 році.
Фон Хасельберг одружений з Бетті Мідлер з 1984 року.

## Артисти
Цитуючи оголошення для Музею мистецтв Берклі: "Через дії, які часом підкреслюють візуальні та насильницькі аспекти соціальних ритуалів, британська команда Гаррі і Гаррі Кіппер виступає в стилі, що поєднує в собі театральні твори Спайка Міллігана з фарсом, який є своїм ". Рот і фон Хасельберг створили складні, але спеціально нетехнологічні інсталяції, в яких вони виконували "церемонії", використовуючи, в основному, знайдені предмети. Прикладами є "Tea Ceremony" (1972), натхненна японською чайною церемонією, і "Boxing Ceremony" (1972), в якій один виконавець б'є себе до крові, а інший виступає в ролі рефері. Японські ритуали, зал англійської музики, віденський акціонізм і робота Семюеля Беккета були їхніми натхненниками.
The Kipper Kids зробили два проекти для телебачення. Для HBO — Mum's Magic Mulch, а для Cinemax, К.О. Kippers, в той час як The Kids також з'явилися в проекті 1982 року для HBO, The Mondo Beyondo Show, шоу для різноманітних артистів. Фон Хасельберг зробив ряд фільмів в Американському інституті кіно з Ротом у головній ролі: Quiet Lives (1991), People Are No Damn Good (1991) and Your Turn To Roll It #54 (1992). Вони також відомі як герої фільму 1980 року Forbidden Zone і 1989 року — UHF. Наступний раз вони з'явились на телебаченні під час п'ятого сезону Moonlighting компанії ABC. Перший ефір на День Святого Валентина, 1989, "I See England, I See France, I See Maddie's Netherworld" показав The Kipper Kids, як пару могильників у сюрреалістичних мріях, разом з провідними акторами Сибілом Шепхердом і Брос Віллісом. The Kipper Kids також виконали пісню  в комедійному фільмі The Addams Family - "Playmates", яку можна почути в фільмі як саундтрек. Вони також знялися в комедійному фільмі  The Spirit of '76.
На даний момент Мартін фон Хасельберг створив серію великих фотографічних зображень, зроблених на надувних скульптурних фігурах під назвою «Флотуланти». Також він займається художнім мистецтвом. За десятиліття до своєї смерті Брайан Рот створив звукозаписи, які об'єднували вокальні звукові добірки світових лідерів, політиків, божевільних, поетів, вбивць та інших.